# دایره دیولا
دایره دیولا (به لاتین: Dioïla Cercle) یک منطقهٔ مسکونی در مالی است که در استان کولیکورو واقع شده‌است. دایره دیولا ۱۲٬۷۹۴ کیلومتر مربع مساحت و ۲۴۹٬۴۰۳ نفر جمعیت دارد.